# El Pla de la Sària
El Pla de la Sària és una muntanya de 386 metres que es troba al municipi de Maials, a la comarca catalana del Segrià.
Al cim podem trobar-hi un vèrtex geodèsic (referència 249129001).